# Guomeng (köping)
Guomeng (kinesiska: 郭猛, 郭猛镇) är en köping i Kina. Den ligger i provinsen Jiangsu, i den östra delen av landet, omkring 180 kilometer nordost om provinshuvudstaden Nanjing. Antalet invånare är 43149. Befolkningen består av 20 669 kvinnor och 22 480 män. Barn under 15 år utgör 14,0 %, vuxna 15-64 år 72 %, och äldre över 65 år 12,0 %.
Genomsnittlig årsnederbörd är 985 millimeter. Den regnigaste månaden är juli, med i genomsnitt 237 mm nederbörd, och den torraste är januari, med 21 mm nederbörd.